# Sjargija Valieva
Sjargija Ekber qizi Valieva (Azerbeidzjaans: Şərqiyyə Əkbər qızı Vəliyeva) (Piçənis, rajon Lachin, 1 juli 1936) is een Azerbeidzjaanse boerin en onderscheiden voormalig politica.

## Levensloop
Valieva werd geboren als een van vijf kinderen van een boerengezin in het dorp Piçənis in het rajon Lachin. Toen haar vader naar de Grote Vaderlandse Oorlog werd uitgezonden, verhuisde het gezin naar het dorp Nagdali, dat ook in het rajon Lachin gelegen is. Na het afronden van haar middelbare school in 1949, begon de 13-jarige Valieva samen met haar moeder te werken als melkmeisje op de collectieve staatsboerderij in Kirov.
In 1966 verkreeg Valieva de eretitel van Held van de Socialistische Arbeid voor het produceren van 7.400 liter melk per koe. Bovendien ontving ze twee maal een Leninorde (verleend in maart 1966 en september 1973), een Ereteken van de Sovjet-Unie, de Orde van de Volkerenvriendschap en de Orde van de Oktoberrevolutie.
In 1952 werd de 16-jarige Valieva lid van de Komsomol. In 1965 werd Valieva lid van de Communistische Partij van de Sovjet-Unie. Tussen 1967 en 1975 was Valieva afgevaardigde in de zevende en achtste Opperste Sovjet van de Azerbeidzjaanse Socialistische Sovjetrepubliek. In 1997 werd ze lid van de Nieuw Azerbeidzjaanse Partij. Sinds 2002 geniet Valieva een presidentieel pensioen. 
In 2020 was ze een van de initiatiefnemers van een petitie aan president İlham Əliyev om hem te feliciteren met de overwinning in de Oorlog in Nagorno-Karabach en het "bevrijden" van Azerbeidzjaans territorium, met een appèl om het district Lachin weer in ere te herstellen.

### Privé
Sjargija Valieva was gehuwd met veehouder Sabir Valiev, van wie zij elf kinderen kreeg. Ook haar echtgenoot Sabir Valiev ontving verschillende opdrachten en medailles, omdat hij een vooraanstaande veehouder was. Vier zonen van Valieva vochten mee in de Oorlog in Nagorno-Karabach. Haar zoon  Fuzuli Valiev, werkzaam bij de Azerbeidzjaanse luchtmacht en kapitein van Mil Mi-24, overleed in 2003 tijdens zijn militaire dienst. Haar dochter Aybəniz Laçınlı is een Azerbeidzjaanse zangeres, dichteres en trobairitz.
Na de bezetting van Lachin in 1992 vestigde Valieva zich in het dorp Zümürxan in het rajon Bərdə.